# تومویه ناگه
تومویه ناگه (به ژاپنی: 巴投)-(به انگلیسی: Tomoe nage) یکی از فنون و تکنیک‌های دستهٔ ناگه-وازا رشتهٔ ورزشی جودو است که در زیردستهٔ سوتمی-وازا دسته‌بندی می‌شود. 